# Kakkonen
La Kakkonen (in svedese Tvåan),  letteralmente "numero due" è, dal 2024, il quarto livello del campionato finlandese di calcio. Come tutte le divisioni finlandesi, è giocata dalla primavera all'autunno. È composta da tre gironi all'italiana per un totale di trenta club, con gare di andata e ritorno. Le prime due classificate più le due migliori terze dei tre gironi della Kakkonen si sfidano in dei play-off promozione per due posizioni in Ykkönen. Le ultime due classificate di ciascun girone retrocedono in Kolmonen, la quinta divisione nazionale.

## Organico 2025

### Lohko A (gruppo A)
- GrIFK
- HaPK
- Honka
- JPS
- MyPa
- PEPO
- PuiU
- Reipas Lahti
- FCV
- VJS

### Lohko B (gruppo B)
- Atlantis/Akatemia
- HJS
- HPS
- Ilves/2
- Kiffen
- MuSa
- NJS
- Pallo-Iirot
- PPJ
- TPV

### Lohko C (gruppo C)
- GBK
- Hercules
- JBK
- Kuopion Elo
- Närpes Kraft
- OsPa
- SJK Akatemia/2
- TP-47
- VIFK
- VPS Akatemia

## Albo d'oro
II divisioona - secondo livello del campionato finlandese
| Stagione | Vincitore Itä (Est) | Vincitore Länsi (Ovest) | Vincitore Pohjoinen (Nord) |
| -------- | ------------------- | ----------------------- | -------------------------- |
| 1970     | MiPK                | TPV                     | VPS                        |
| 1971     | Ponnistus           | TaPa                    | KPT Kuopio                 |
| 1972     | Ponnistus           | Ilves-Kissat            | OTP                        |

II divisioona - terzo livello del campionato finlandese
| Stagione | Vincitore Itä (Est) | Vincitore Länsi (Ovest) | Vincitore Pohjoinen (Nord) |
| -------- | ------------------- | ----------------------- | -------------------------- |
| 1973     | HPS                 | TuTo                    | KäPa                       |
| 1974     | LaPS                | Pyrkivä Turku           | FC Sport                   |
| 1975     | Kiffen              | MuSa                    | KPS                        |
| 1976     | FinnPa              | IFK Mariehamn           | Kemin Into                 |
| 1977     | KTP                 | GrIFK                   | OLS                        |
| 1978     | Honka               | LappBK                  | RoPS                       |
| 1979     | LaPa                | RPallo                  | Jaro                       |
| 1980     | Kuopion Elo         | FinnPa                  | JyP-77                     |
| 1981     | Ponnistus           | GrIFK                   | KePS                       |
| 1982     | HPS                 | PPT                     | Huima                      |
| 1983     | Karpalo             | Pallo-Iirot             | KäPa                       |
| 1984     | LauTP               | HPK                     | KajHa                      |
| 1985     | TPV                 | Kontu                   | PK-37                      |
| 1986     | GrIFK               | VaKP                    | KäPa                       |
| 1987     | VanPa               | TuTo                    | Jaro                       |
| 1988     | Kumu                | TuPa                    | PK-37                      |
| 1989     | JoKu                | GrIFK                   | TP-55                      |
| 1990     | FinnPa              | Pallo-Iirot             | OLS                        |
| 1991     | VanPa               | TPV                     | VPS                        |
| 1992     | Ponnistus           | Pallo-Iirot             | KajHa                      |
| 1993     | KTP                 | PIF                     | FC Oulu                    |

Kakkonen - terzo livello del campionato finlandese
| Stagione | Vincitore Etelä (Sud) | Vincitore Itä (Est) | Vincitore Länsi (Ovest) | Vincitore Pohjoinen (Nord) |
| -------- | --------------------- | ------------------- | ----------------------- | -------------------------- |
| 1994     | Hämeenlinna           | Rakuunat            | PP-70                   | GBK                        |
| 1995     | Hangö                 | TiPS                | TP-Seinäjoki            | OPS                        |
| 1996     | Pallokerho-35         | VarTP               | Närpes Kraft            | KPT-85                     |
| 1997     | Atlantis              | Kultsu              | KPV                     | KajHa                      |
| 1998     | TiPS                  | RiPS                | MuSa                    | KuPS                       |
| 1999     | Hämeenlinna           | Rakuunat            | ÅIFK                    | Tervarit                   |
| 2000     | Gnistan               | Kuusankoski         | SalPa                   | TP-47                      |
| 2001     | Viikingit             | KooTeePee           | VG-62                   | Korsholm                   |
| 2002     | Espoo                 | Warkaus JK          | TPV                     | OLS                        |
| 2003     | Pallokerho-35         | Kings Kuopio        | Pallo-Iirot             | PS Kemi Kings              |
| 2004     | Atlantis              | JJK                 | FJK                     | KPV                        |
| 2005     | Klubi 04              | JIPPO               | SalPa                   | VIFK                       |

Kakkonen - terzo livello del campionato finlandese
| Stagione | Vincitore A | Vincitore B | Vincitore C   |
| -------- | ----------- | ----------- | ------------- |
| 2006     | JJK         | TPV         | GBK           |
| 2007     | KäPa        | GrIFK       | PS Kemi Kings |
| 2008     | Klubi 04    | PoPa        | Kiisto        |
| 2009     | MP          | Espoo       | OPS           |
| 2010     | HIFK        | Ilves       | Santa Claus   |
| 2011     | Klubi 04    | BK-46       | SJK           |

Kakkonen - terzo livello del campionato finlandese
| Stagione | Vincitore Etelä (Sud) | Vincitore Itä (Est) | Vincitore Länsi (Ovest) | Vincitore Pohjoinen (Nord) |
| -------- | --------------------- | ------------------- | ----------------------- | -------------------------- |
| 2012     | ÅIFK                  | JäPS                | Ilves                   | Kajaani                    |
| 2013     | EIF                   | HIFK                | Jazz                    | PS Kemi Kings              |
| 2014     | EIF                   | Atlantis            | VIFK                    | PS Kemi Kings              |
| 2015     | Honka                 | Klubi 04            | GrIFK                   | KPV                        |

Kakkonen - terzo livello del campionato finlandese
| Stagione | Vincitore A  | Vincitore B | Vincitore C  |
| -------- | ------------ | ----------- | ------------ |
| 2016     | Gnistan      | Honka       | OPS          |
| 2017     | KTP          | Viikingit   | Kajaani      |
| 2018     | MyPa         | MuSa        | GBK          |
| 2019     | MP           | Gnistan     | SJK Akatemia |
| 2020     | PK-35 Vantaa | Klubi 04    | JIPPO        |
| 2021     | JäPS         | Pargas      | SJK Akatemia |
| 2022     | KäPa         | SalPa       | JJK          |
| 2023     | JIPPO        | EPS         | OLS          |
| 2024     | Reipas Lahti | Inter/2     | GBK          |